# Dionýsios Mantoúkas
Dionýsios Mantoúkas (grec moderne : Διονύσιος Μαντούκας, 1648-1741) est un évêque grec orthodoxe de Kastoriá, en Macédoine-Occidentale, aujourd'hui située en Grèce, entre 1694 et 1719. Mantoúkas naît en 1648 dans la ville de Moscopole, aujourd'hui située dans la partie sud-est de l'Albanie,,.